# Leine

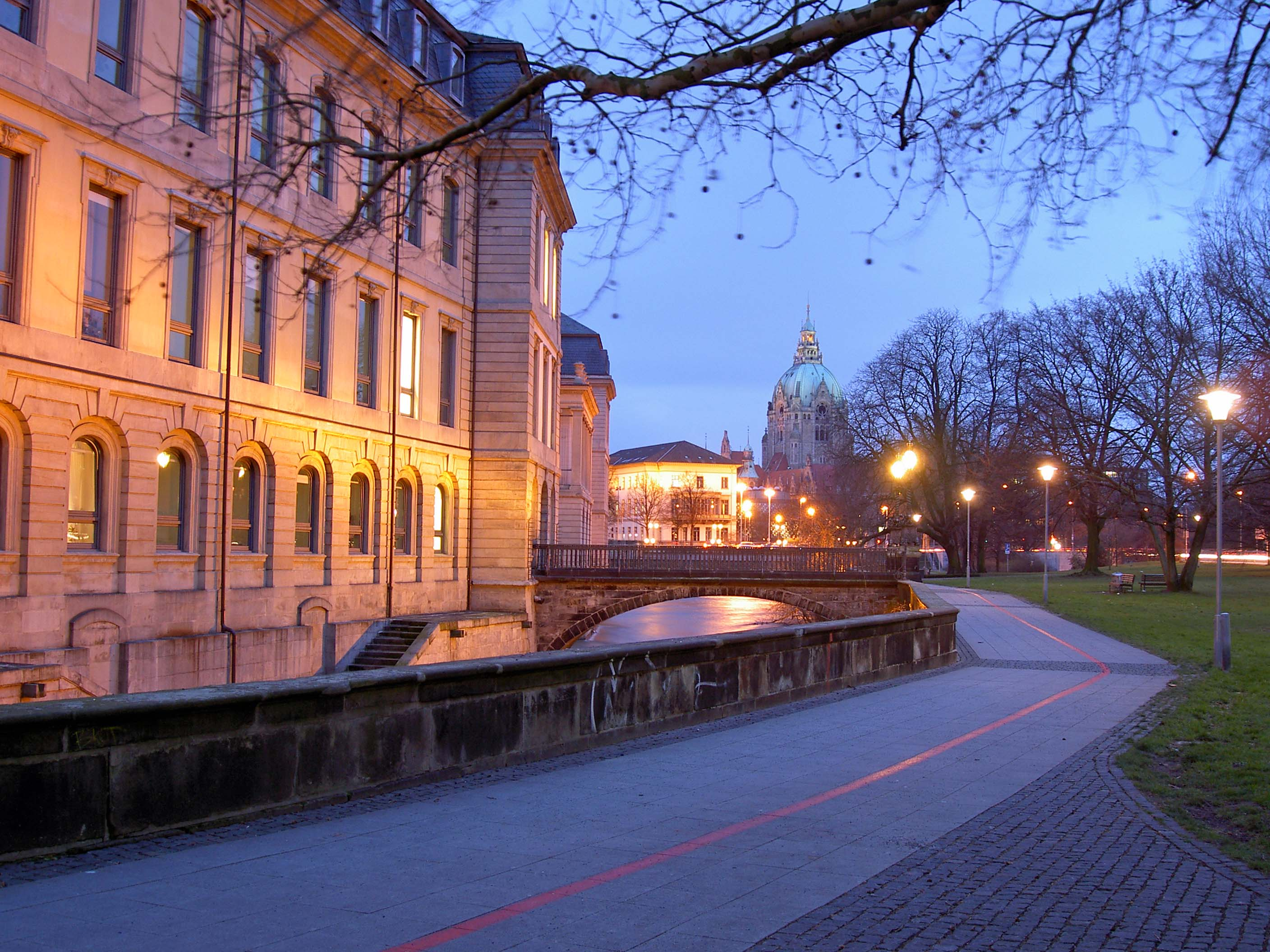
Leine i Hannover

Leine är en 281 km lång flod i Thüringen och Niedersachsen, Tyskland. Den är vänsterbiflod till Aller, som i sin tur är biflöde till Weser. Leines avrinningsområde är 6 512 km². Floden är segelbar till Hannover. Bland andra städer längs floden märks  Göttingen, Einbeck, Alfeld och Gronau.